# Divaldo Mbunga
Hermenegildo Divaldo Pedro Mieze Mbunga (Luanda, 4 settembre 1985) è un ex cestista angolano.

## Carriera
Con l'Angola ha disputato due edizioni dei Campionati mondiali (2010, 2019).